# Palácio do Catete
O Palácio do Catete é um prédio histórico localizado na cidade do Rio de Janeiro, sendo um exemplar da arquitetura neoclássica brasileira do final do século XIX. O palácio foi palco de diversos episódios importantes da história do Brasil, tal como o suicídio de Getúlio Vargas, e abriga atualmente o Museu da República.

## Histórico de usos

### Residência aristocrática

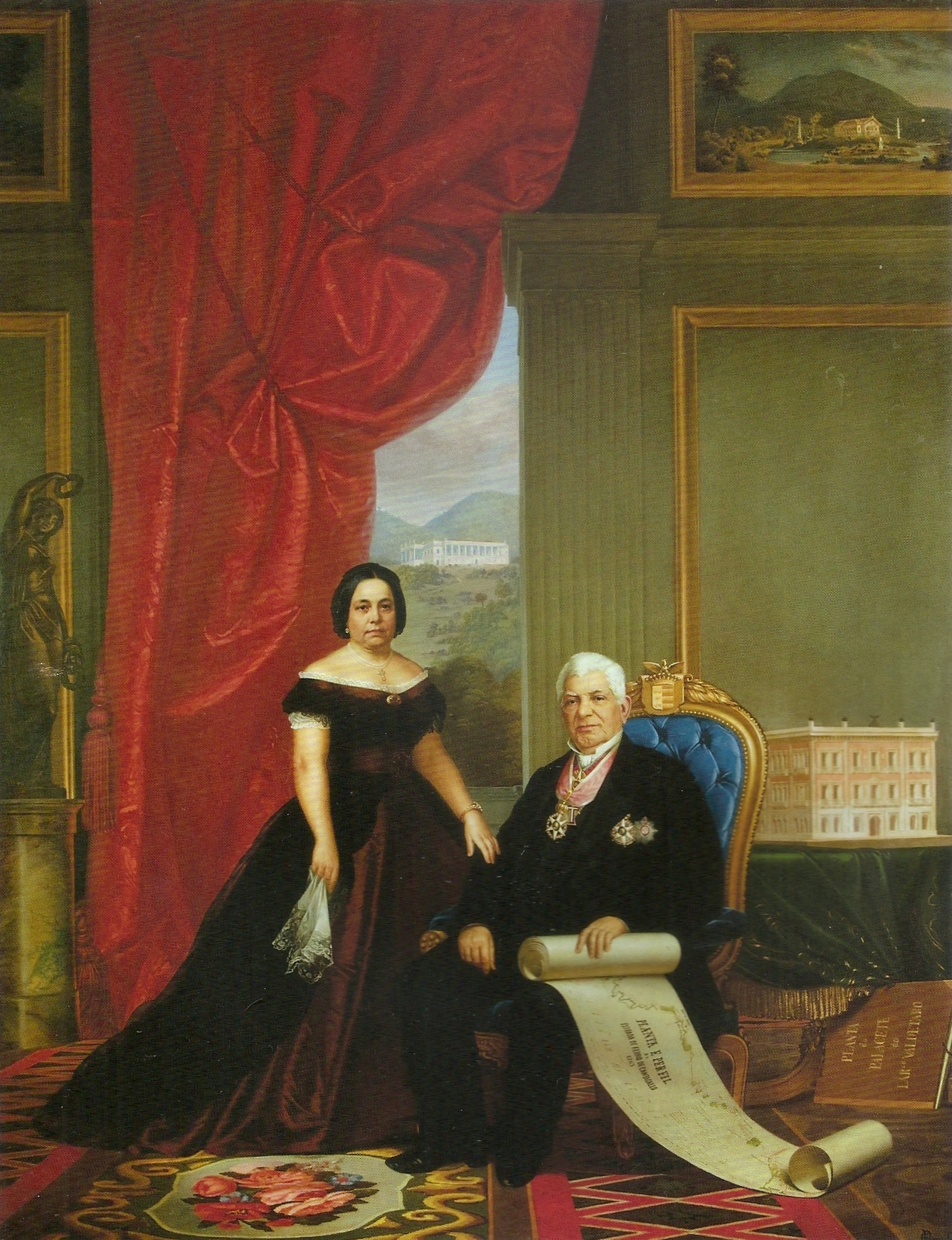
Quadro em óleo sobre tela, de autoria de Emil Bausch (1867). Retrata o Barão de Nova Friburgo, acompanhado da Baronesa, com alusões à suas propriedades mais importantes, como o Solar do Gavião em Cantagalo (ao centro), a planta da Estrada de Ferro de Cantagalo e a maquete do Palácio Nova Friburgo. (Acervo Museu da República).

A região que abrange o atual bairro do Catete começou a ser ocupada ainda no século XVI, quando o “Caminho do Catete” ligava o centro político-administrativo da cidade colonial aos engenhos e fortalezas dos subúrbios mais ao sul. No século XIX, abrigava diversas chácaras de nobres, cafeicultores e comerciantes do Império Brasileiro.
Entre 1858 e 1860, o português Antônio Clemente Pinto, Barão de Nova Friburgo, adquiriu as casas de número 159, 161 e 163 do Caminho do Catete e seus respectivos terrenos de fundos, que se estendiam até a Praia do Flamengo, entre a Rua do Príncipe (atual Rua Silveira Martins) e a Rua Ferreira Viana. Fazendeiro e comerciante de café, banqueiro e industrial, o barão chegou a ser o homem mais rico do Brasil durante o Segundo Império.
Em 1858, a demolição da casa número 159 marcou o início da construção do Palácio Nova Friburgo, que seria a residência do barão e de sua família, projetado pelo arquiteto alemão Carl Friedrich Gustav Waehneldt. O jardim foi organizado de acordo com o projeto atribuído ao paisagista francês Auguste François Marie Glaziou.
O Palácio Nova Friburgo também era chamado de “Palácio do Largo do Valdetaro”, pois ocupava terreno antes pertencente ao escrivão português Manoel Valdetaro, em frente ao qual havia um largo com um chafariz público.
A construção do palácio terminou oficialmente em 1866, embora as obras de acabamento continuassem por mais uma década. Porém, o Barão e a Baronesa de Nova Friburgo, Laura Clementina da Silva, não viveram muito tempo na nova casa, pois ele morreu em 1869 e ela, no ano seguinte. Depois disso, o Palácio foi ocupado por um dos filhos do casal, Antônio Clemente Pinto Filho, o Conde de São Clemente. Em 1889, ele vendeu o imóvel para um grupo de investidores da Companhia Grande Hotel Internacional, que planejava transformá-lo num hotel de luxo.
Meses depois, a República foi proclamada. A companhia faliu após a crise especulativa do Encilhamento e seus títulos foram comprados pelo acionista majoritário, o conselheiro Francisco de Paula Mayrink, que se tornou o único proprietário do Palácio. Em 1895, o conselheiro hipotecou o imóvel como garantia de crédito ao então denominado Banco da República do Brasil. No ano seguinte, esta hipoteca foi extinta mediante a venda do imóvel à Fazenda Federal, que o incorporou ao patrimônio da União.

### Sede da Presidência da República
Em 1896, enquanto o presidente Prudente de Morais estava afastado do cargo por motivos de doença, o vice-presidente Manuel Vitorino requisitou o antigo Palácio Nova Friburgo para que nele fosse instalada a sede da Presidência da República, que até então havia sido o Palácio do Itamaraty, no Rio de Janeiro.
Durante aquele ano, o Palácio do Catete passou por uma reforma geral comandada pelo engenheiro e urbanista Aarão Reis. As principais mudanças consistiram na adaptação de salões privados, domésticos e sociais como espaços de trabalho burocrático. O jardim também foi remodelado sob a coordenação do paisagista francês Paul Villon. Para o serviço da Presidência, nele foram construídas cocheiras, alojamentos de funcionários e da guarda presidencial e uma usina elétrica.

O Palácio do Catete foi um dos primeiros prédios da cidade a ser iluminado por energia elétrica. A instalação dos serviços de eletricidade foi coordenada pelo engenheiro Adolfo Aschoff. A energia vinha de uma usina elétrica exclusiva, construída na lateral com a atual Rua Ferreira Viana, abastecida de carvão por um ramal da linha férrea. Posteriormente, a usina foi desativada e o prédio foi transformado em garagem presidencial. Atualmente serve de espaço expositivo ao vizinho Museu do Folclore Edison Carneiro.

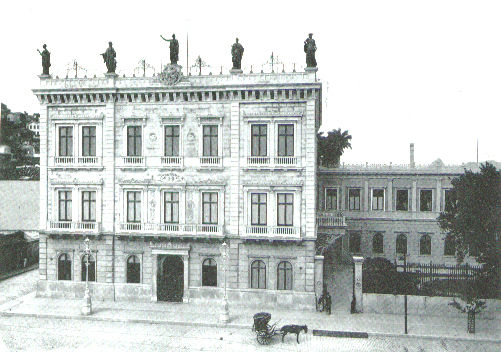
O Palácio do Catete em 1897, com as esculturas alegóricas na platibanda do prédio. Foto de Marc Ferrez (Acervo Instituto Moreira Salles).

O antigo Palácio Nova Friburgo foi oficialmente inaugurado como sede da Presidência da República em 24 de fevereiro de 1897, no sexto aniversário da primeira Constituição republicana.
Por volta de 1900, no lugar das águias de ferro originalmente existentes no topo da fachada do prédio, foram colocadas sete esculturas alegóricas de bronze, das quais cinco ficavam na fachada externa, representando a República, a Agricultura, a Primavera, a Justiça e o Outono; e duas na parte interna, voltada para o jardim, simbolizando o Inverno e o Verão.

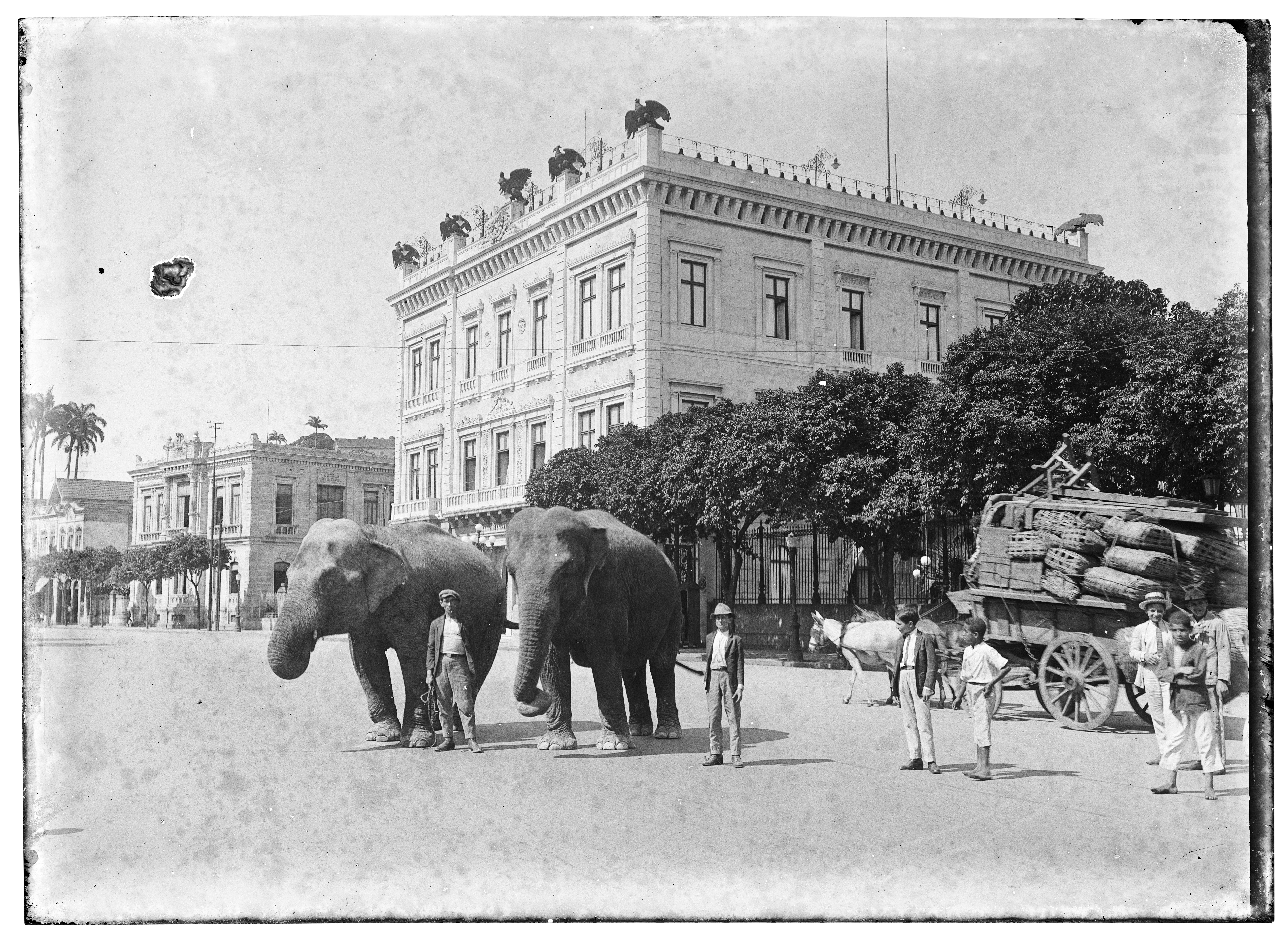
Dois elefantes em frente ao Palácio do Catete, aproximadamente entre 1910 e 1920.

Em 1910, essas esculturas foram substituídas pelas sete harpias de bronze (cinco na frente e duas nos fundos), de autoria de Rodolfo Bernardelli, que renderam ao prédio o apelido, ainda que incorreto, de “Palácio das Águias”.

Apesar de ter sido local de trabalho comum a todos os presidentes, poucos usaram o Palácio do Catete como moradia. A maioria preferia residir nos outros imóveis oficiais da Presidência da República na cidade, como o Palácio Guanabara e o Palácio Laranjeiras.

Washington Luís com outros homens não identificados na sacada do Palácio do Catete, entre 1926 e 1930.

Em 6 de abril de 1938, o Palácio do Catete e seu Jardim foram tombados pelo recém-criado Serviço do Patrimônio Histórico e Artístico Nacional (SPHAN), hoje Instituto do Patrimônio Histórico e Artístico Nacional (IPHAN). O tombamento do jardim do Palácio é um instrumento de proteção e preservação de seus traços paisagísticos, que não podem ser alterados sem autorização prévia do IPHAN.
Da inauguração em 1897 até a mudança da capital federal em 1960, dezenove pessoas ocuparam o Palácio do Catete como Presidentes da República: Manuel Vitorino (vice, 1897) Prudente de Moraes (1897-1898; seu mandato começou em 1894), Campos Sales (1898-1902), Rodrigues Alves (1902-1906), Afonso Pena (1906-1909), Nilo Peçanha (vice, 1909-1910), Hermes da Fonseca (1910-1914), Venceslau Braz (1914-1918), Delfim Moreira (vice, 1918-1919), Epitácio Pessoa (1919-1922), Artur Bernardes (1922-1926), Washington Luís (1926-1930), Getúlio Vargas (1930-1945 e 1954), José Linhares (interino, 1945-1946) Eurico Gaspar Dutra (1946-1950), Café Filho (vice, 1954-1955), Carlos Luz (interino, 1955), Nereu Ramos (interino, 1955-1956)  e Juscelino Kubitschek (1956-1961).

## Espaço físico e instalações

### Palácio do Catete
O Palácio do Catete é uma construção de estilo predominantemente neoclássico, inspirada nos palácios renascentistas de Veneza e Florença, na Itália que, por sua vez, eram releituras das construções da Antiguidade romana. O emprego de elementos de outros estilos arquitetônicos de cunho historicista o torna também um exemplar do ecletismo, que se reflete também na temática variada dos elementos decorativos da área interna.

#### 1º andar (térreo)

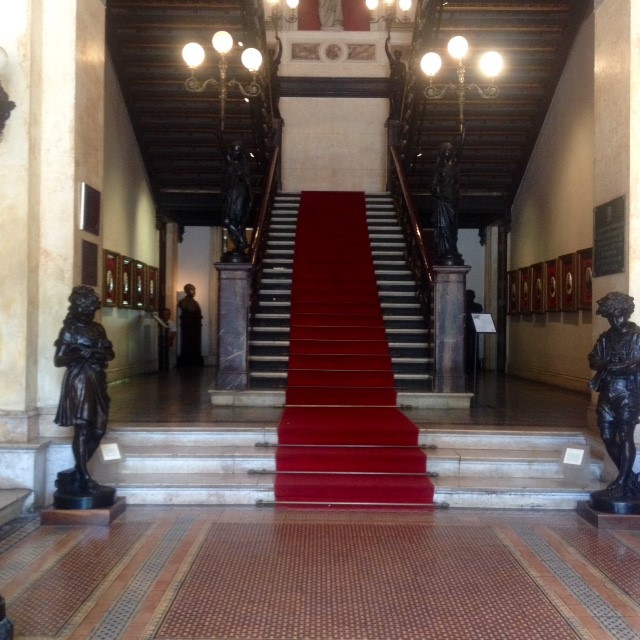
A escadaria principal do Palácio do Catete. À direita e à esquerda, aparecem as esculturas "Leitura" e "Escrita".

No andar térreo, o requinte das pinturas e ornamentos e a distribuição e localização dos cômodos sugerem que este espaço tenha sido destinado às salas de visita e de estar, quando da ocupação do prédio pela família do Barão de Nova Friburgo. Durante a República, a área foi redefinida para abrigar setores burocráticos como secretaria, biblioteca, gabinetes, salas de despachos e de audiências
A entrada no Palácio é feita por um portão de ferro fundido na Alemanha. No saguão, seis colunas de mármore levam à escada principal. Na reforma para a chegada da Presidência, o espaço recebeu luminárias novas e estuques no teto com as Armas da República. O saguão é decorado por quatro pares de esculturas alegóricas: "O Pudor" e "A Glória", "Caçada ao Leão" e "Caçada ao Jaguar", "Ubirajara" e "Perseu", "Leitura" e "Escrita".
A escada principal foi construída na Alemanha em módulos pré-fabricados de ferro fundido, uma das primeiras deste tipo a serem utilizadas no Brasil. O saguão da escada era iluminado naturalmente pela clarabóia de vidro colorido no teto, à qual se somaram, nos tempos da Presidência, as luzes das lâmpadas elétricas.
O painel central e os arcos são decorados por cenas mitológicas copiadas dos afrescos pintados pelo renascentista italiano Rafael na Villa Farnesiana em Roma. Os vitrais laterais são de fabricação alemã e retratam musas e outras figuras mitológicas ligadas à ciência e às artes. Em um nicho na parede ao centro há uma cópia em metal da escultura Afrodite de Cápua, do Museu Nacional de Nápoles.
Salão Ministerial

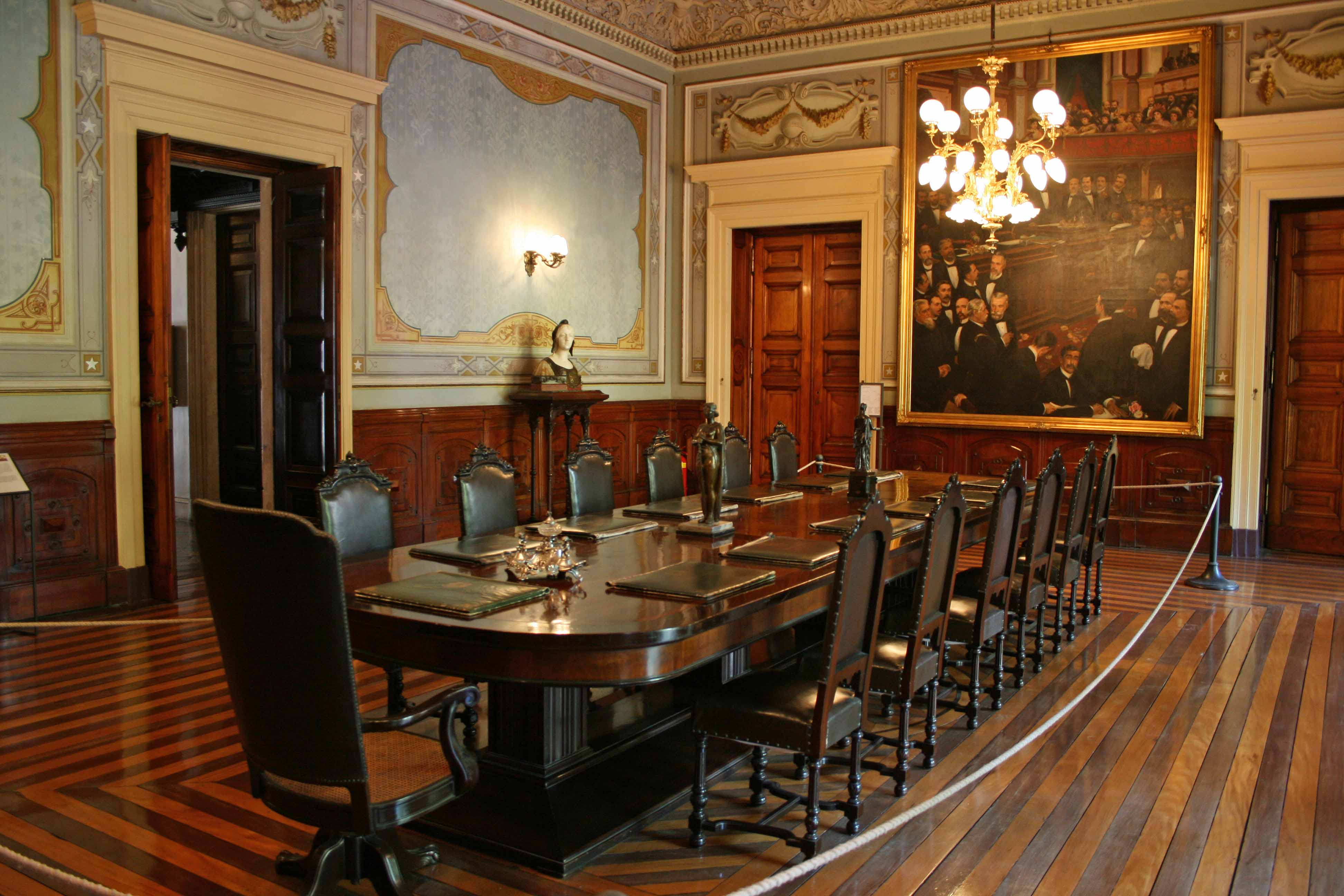
Mesa de reuniões do Salão Ministerial. Ao fundo, o quadro Compromisso Constitucional, de Aurélio de Figueiredo (1896).

Na época do Barão de Friburgo, esse salão era usado para pequenas recepções informais, que podiam se estender rumo ao jardim graças à varanda que se abre para o pátio interno. No teto, uma composição retrata os personagens da mitologia grega Dionísio, deus do vinho e Ariadne.
Com a instalação da Presidência, o salão recebeu novos móveis e passou a ser chamado de Salão de Despachos e Conferências (posteriormente, Salão Ministerial) pois recebia as reuniões do presidente com ministros, políticos e representantes da sociedade civil. Nesse salão, o visitante pode ver a mesa de mogno usada nessas reuniões, com as pastas usadas pelo Presidente e pelos titulares dos Ministérios que existiam até 1960.
Neste salão também se encontram expostos os quadros Compromisso Constitucional, de Aurélio de Figueiredo e Pátria, de Pedro Bruno.

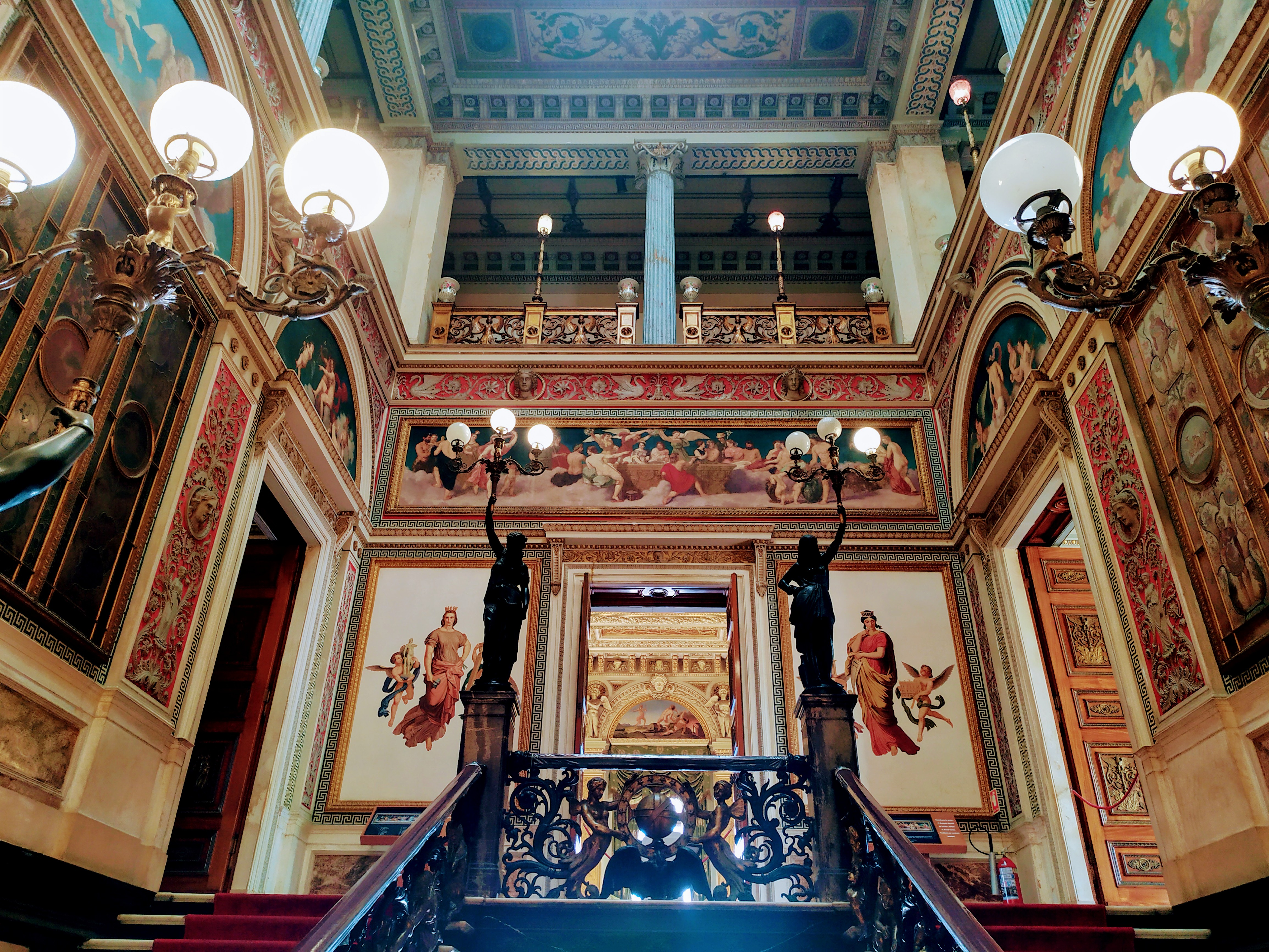
Vista da escadaria principal do Palácio do Catete, na chegada ao segundo andar.

#### 2º andar
Chegando ao segundo andar pela escadaria principal, o visitante depara com quatro painéis murais representando as alegorias das artes que se integraram na construção do Palácio: Pintura, Desenho, Arquitetura e Escultura. Aqui, o Palácio aparece retratado da forma como era na época de sua construção, sustentado por um dos dois anjos que ladeiam a figura feminina que representa a Arquitetura.
O segundo andar era destinado a recepções e cerimônias de gala, tanto na época do Barão quanto da Presidência da República. A riqueza e os esquemas decorativos dos salões mostram como certos setores da aristocracia do Segundo Império, cujos hábitos e negócios iam se tornando cada vez mais burgueses, procuravam demonstrar seu sucesso diante da sociedade.
Capela
A forte influência política e ideológica da Igreja Católica sobre o Estado imperial brasileiro explica o porquê do Barão de Nova Friburgo ter uma sala de orações e atividades litúrgicas no pavimento mais nobre de seu palácio. Sala de temática religiosa, apresenta o teto decorado por painéis reproduzindo a figura de apóstolos e cópias de duas telas: “Transfiguração”, do italiano renascentista Rafael, cujo original encontra-se nos Museus Vaticanos; e “Imaculada Conceição”, do espanhol barroco Bartolomé Murillo, cujo original integra o acervo do Museu do Prado.
Durante o período republicano, a decoração foi conservada, mas a capela virou sala de visitas. Somente foi usada com fins religiosos para o casamento da filha do presidente Rodrigues Alves em 1904 e no velório do presidente Afonso Pena em 1909.
Salão Francês
Também chamado de Salão Azul, este salão localizado entre a Capela e o Salão Nobre servia de apoio às recepções e festas oferecidas no Palácio, onde os convidados podiam sentar e descansar. Seu nome vem do predomínio da decoração em estilo Luiz XVI, presente nos ornatos do teto, nas molduras dos espelhos e nas sanefas, no mobiliário e no relógio de fabricação francesa.
Com a chegada da Presidência, as paredes da sala ganharam novas pinturas em estilo art nouveau, sob supervisão do pintor Antônio Parreiras. Era no Salão Francês que os embaixadores estrangeiros aguardavam o momento de entregar suas credenciais ao Presidente da República, cerimônia que era realizada no Salão Nobre.
Salão Nobre

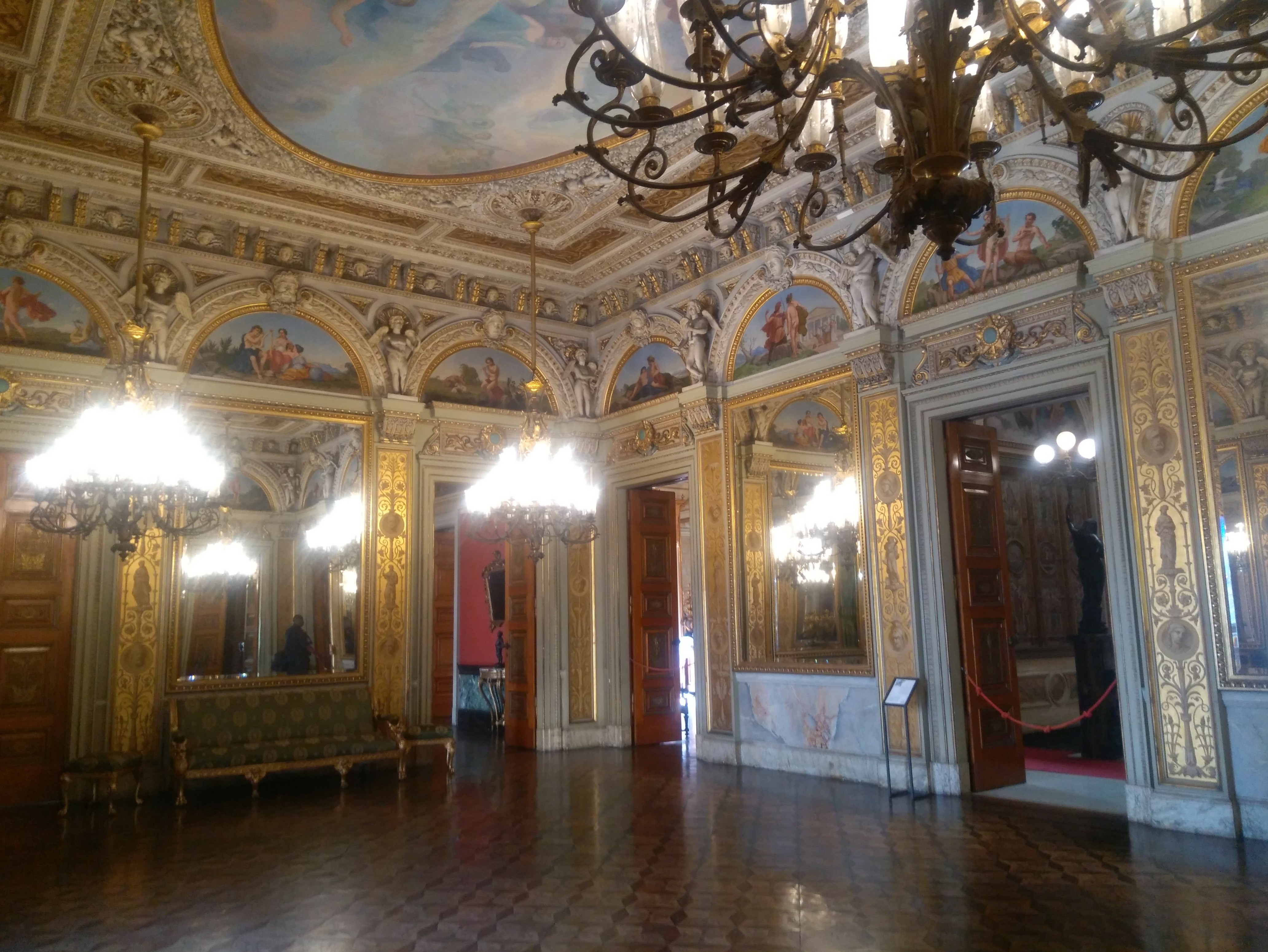
O Salão Nobre do Palácio do Catete.

O Salão Nobre ou Salão de Baile relembra a vida social e o luxo da corte. Nele eram realizadas as principais recepções do Palácio. As pinturas verticais representam cenas mitológicas associadas à música e às artes, e, na parte superior das paredes, pinturas em semicírculo referem-se à vida de Apolo, deus da música e da poesia. A presença da música é notada, ainda, nas liras que aparecem no parquet do piso. O mobiliário e os espelhos biseautés foram adquiridos pelo Barão de Nova Friburgo na França.
Na época da Presidência, esse salão continuou sendo o espaço mais nobre, tendo recebido sobre as portas as Armas da República. Era da varanda deste salão que o Presidente se dirigia à multidão reunida do lado de fora do Palácio, em ocasiões especiais como a cerimônia de posse. Em 1938, o painel do teto foi refeito pelo pintor acadêmico brasileiro Armando Vianna.
Salão Pompeano

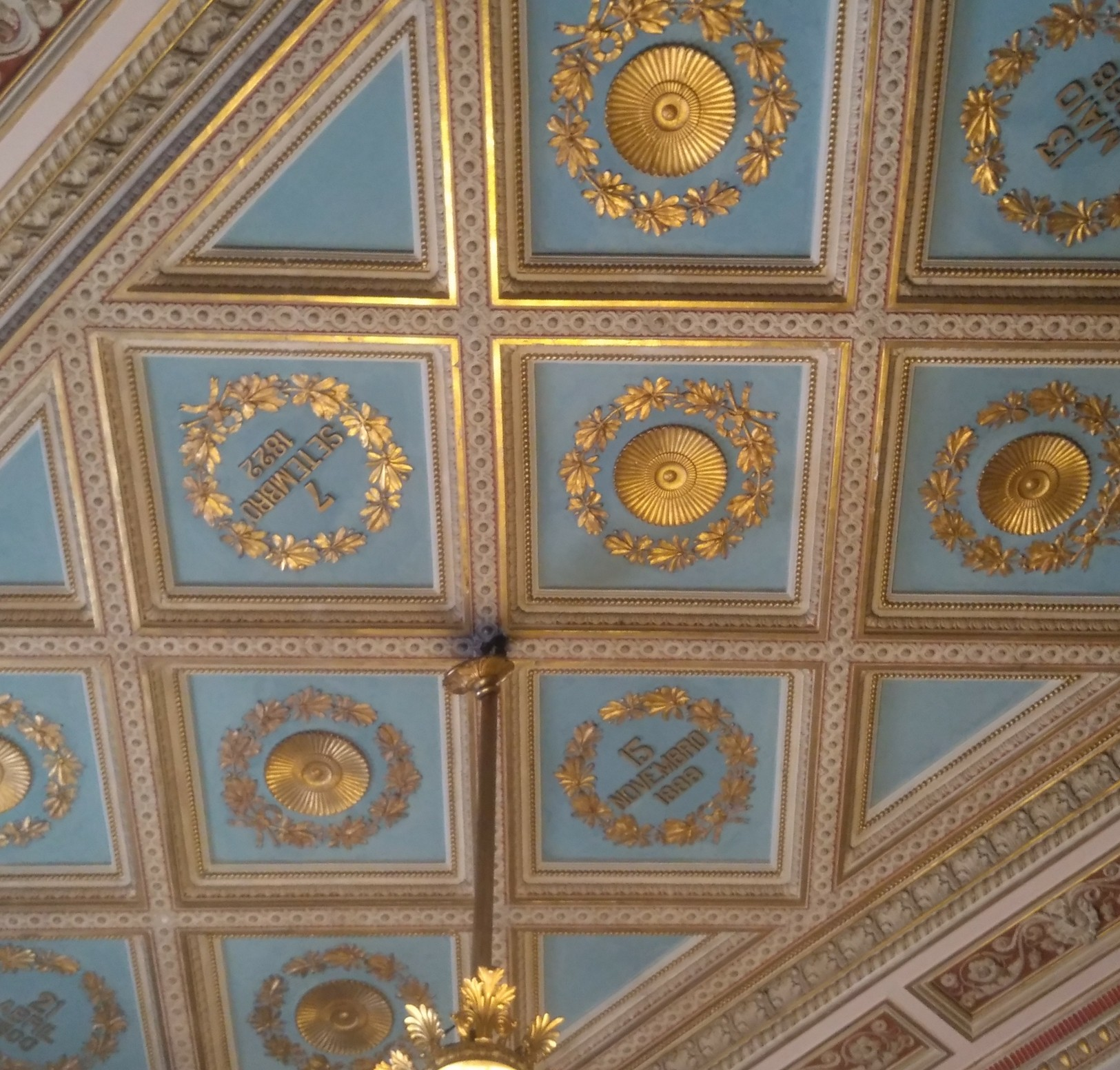
Detalhe do teto do Salão Pompeano, com a representação das datas históricas, incluída pela reforma da Presidência da República em 1896.

Seguindo um tema da moda em meados do século XIX, as paredes do Salão Pompeano foram pintadas com figuras e alegorias inspiradas nos vestígios encontrados nas ruínas da cidade romana de Pompeia; o vermelho intenso evoca o vulcão Vesúvio que a soterrou. O mobiliário também foi adquirido pelo Barão de Nova Friburgo na França.
Nas obras de adaptação do prédio para a Presidência, apenas o teto sofreu alteração, com a colocação das Armas Nacionais e das datas históricas referentes ao Descobrimento do Brasil, Independência, Abolição da Escravatura e Proclamação da República. Era utilizado, nas festas, como área de descanso para as mulheres.
Salão Mourisco

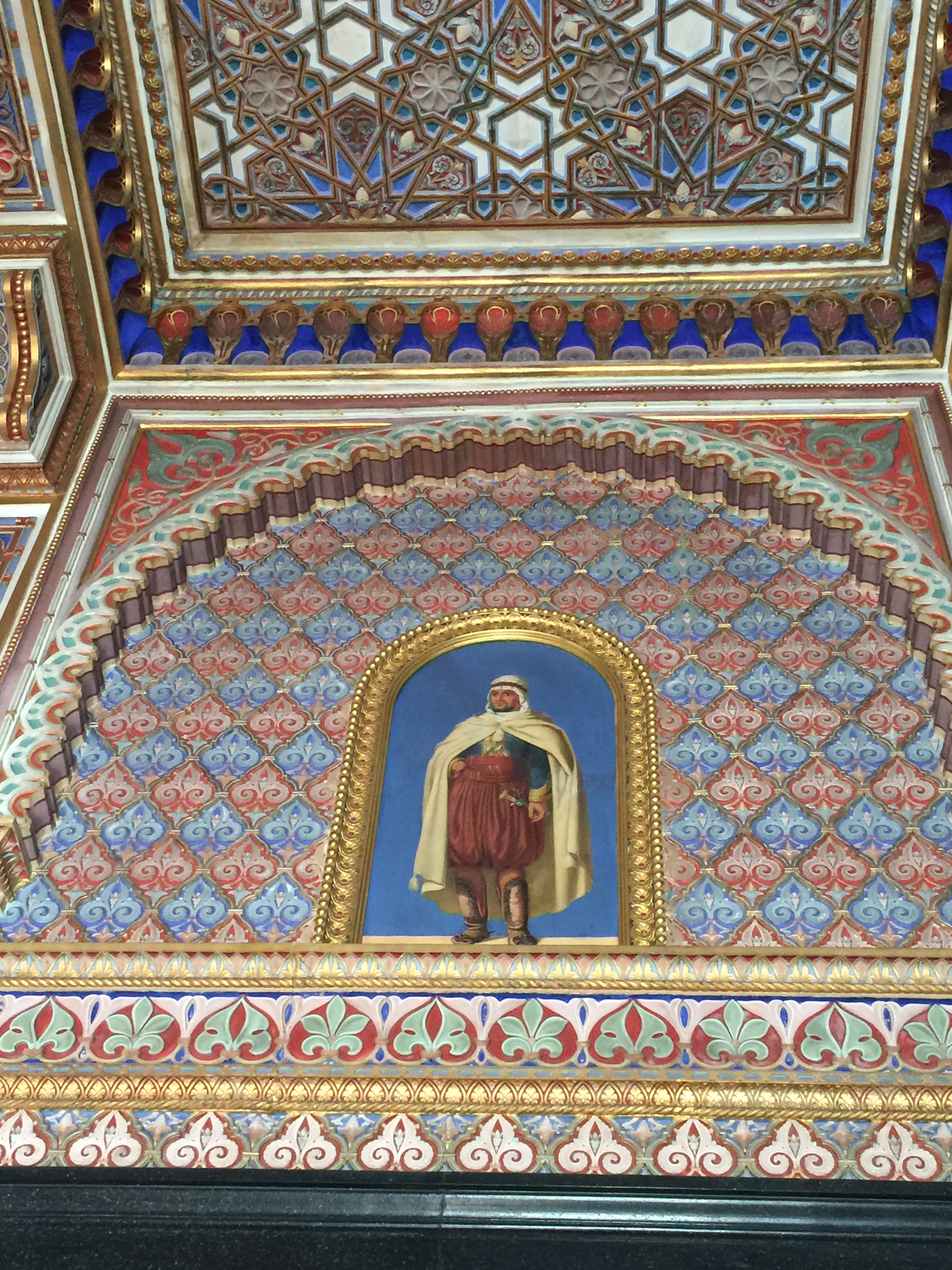
Detalhe da parte superior da parede do Salão Mourisco, com os relevos em estilo árabe e o afresco retratando um homem em trajes típicos norte-africanos.

O Salão Mourisco é assim chamado pela decoração de cunho orientalista, em estilo mudéjar, característico da presença árabe na Península Ibérica e no norte da África. Era um espaço destinado ao lazer dos homens, para jogar e fumar. Apresenta um lustre de bronze dourado e cristal rubi, mobiliário em marfim e palhinha e é decorado por itens como as esculturas dos "Musicistas Árabes" e um cinzeiro em forma de crocodilo. Os relevos coloridos nas paredes são inspirados na ornamentação do palácio fortaleza de Alhambra em Sevilha, na Espanha.
Salão Veneziano

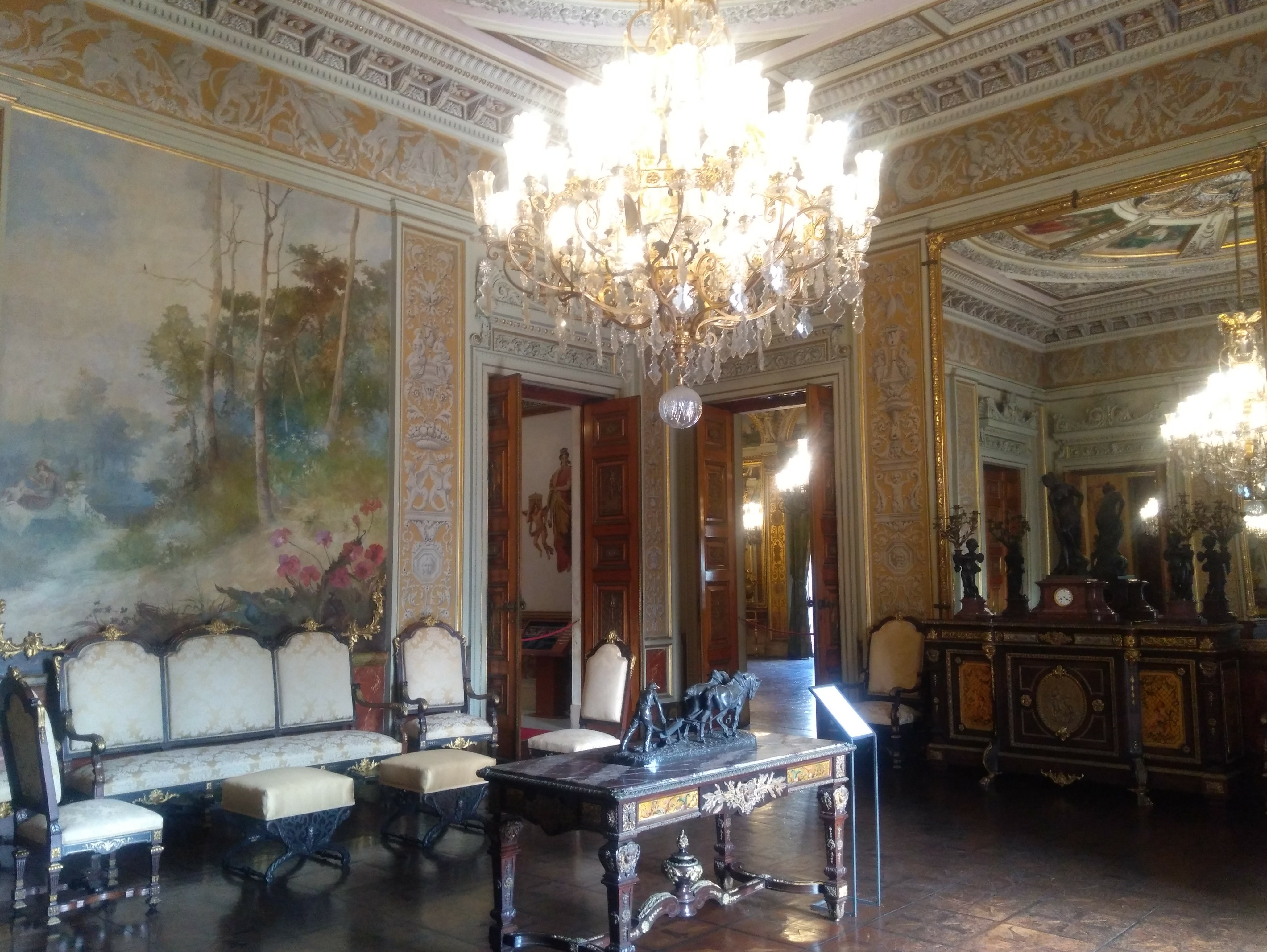
O Salão Veneziano do Palácio do Catete.

O Salão Veneziano (também chamado de Salão Amarelo) era usado como sala de visitas. Seu nome decorre do estilo do mobiliário, com móveis pesados e ricamente decorados. Nele há um lustre central em bronze e cristal, candelabros e grandes espelhos.
Na República, o salão foi usado como sala de música e para a realização de saraus. Um dos espelhos existentes nos tempos do Barão de Nova Friburgo foi substituído por um painel executado pelos pintores Antonio Parreiras e Décio Vilares.
Nele, em 1913, realizou-se o sarau promovido por Nair de Teffé, segunda esposa do presidente Hermes da Fonseca, no qual ela tocou ao violão a música “Corta-jaca”, maxixe composto pela maestrina Chiquinha Gonzaga. O episódio escandalizou a sociedade da época, que desprezava este tipo de música por causa de sua origem popular.
Salão de Banquetes
O Salão de Banquetes tem sua função original definida pela própria decoração. No teto do salão veem-se estuques com frutos e pinturas de naturezas mortas nos arcos. O painel central é uma cópia adaptada da obra "Diana, a caçadora", do italiano Domenichino, cujo original está na Galeria Borghese. Durante o último mandato de Getúlio Vargas no Catete, foi usado também como espaço para reuniões ministeriais.
Por este salão se tem acesso à varanda, com piso de mármore branco e guarda-corpo em ferro fundido. É sustentada por seis colunas coríntias, com saia decorada com cartelas e palmetas. Na época da Presidência da República, foi palco de várias reuniões e solenidades.

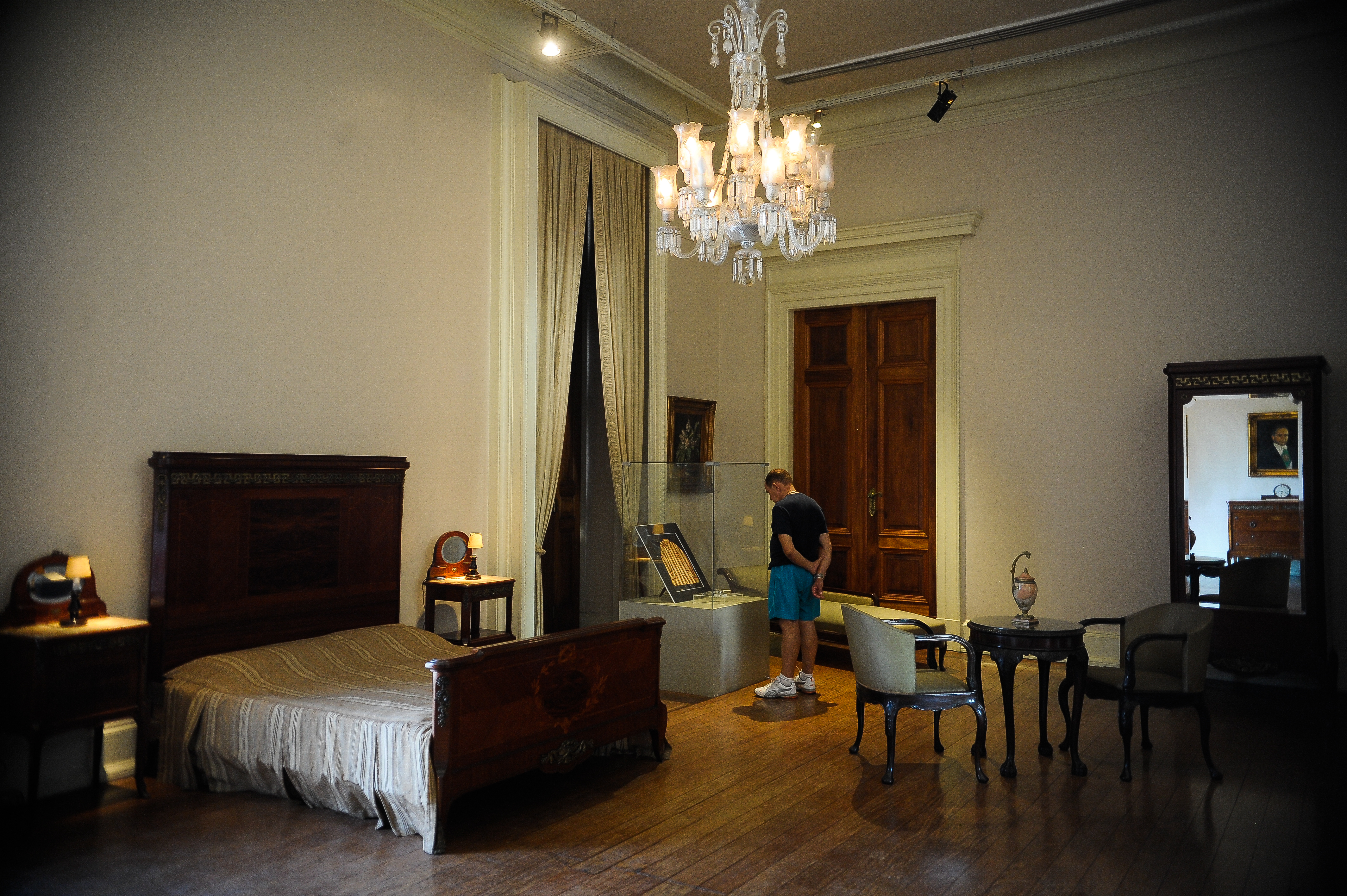
O quarto do terceiro andar onde encontram-se expostos a cama, o revólver de cabo de madrepérola, a bala e o pijama utilizados pelo presidente Getúlio Vargas na ocasião de seu suicídio, em 1954.

#### 3º andar
O último andar era destinado aos aposentos privados da família do barão de Nova Friburgo e, mais tarde, das famílias dos presidentes quando estes decidiam habitar o Palácio. Para a instalação da Presidência, novos móveis e objetos funcionais e decorativos foram encomendados. Com o passar do tempo, o mobiliário e a decoração foram sendo alterados de acordo com as necessidades e gostos de cada morador. A galeria circunda todo o centro do prédio e possibilita uma visão mais aproximada da claraboia composta por 266 peças e decorada por um vitral.
Ficava neste andar o quarto onde se suicidou Getúlio Vargas, em 24 de agosto de 1954. Logo após a morte do ex-presidente, a mobília foi transferida do Palácio do Catete para uma sala do Museu Histórico Nacional, na qual se buscou recriar o cenário onde ocorreu o episódio. Com a inauguração do Museu da República, o quarto foi novamente montado no Palácio do Catete. Nele são expostos o pijama usado por Getúlio naquela madrugada, bem como o revólver e a bala utilizados na ocasião.

### Jardim Histórico

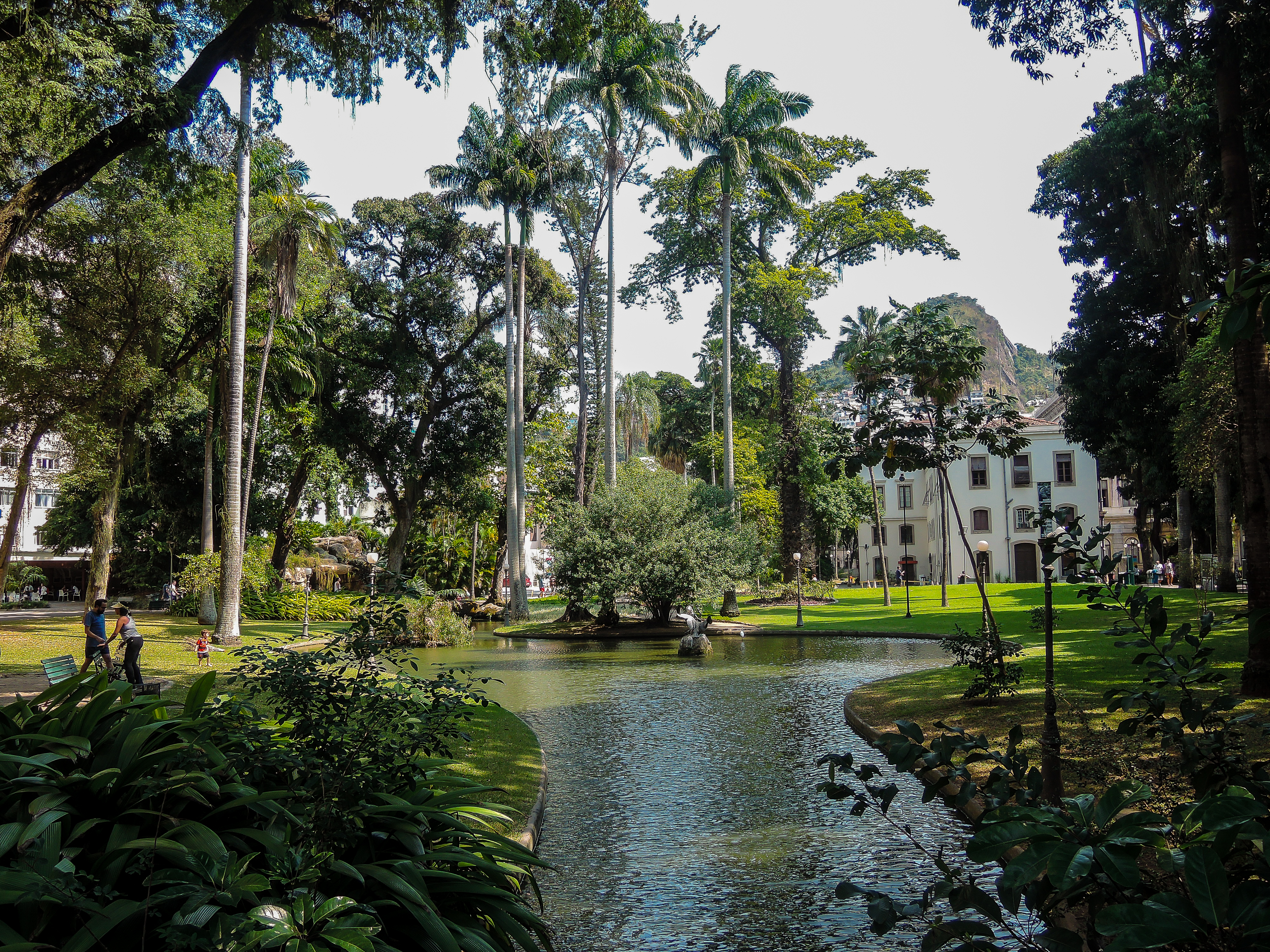
Vista geral do lago artificial e da vegetação do jardim do Palácio do Catete.

O jardim histórico do Palácio do Catete ocupa uma área de 24 000 m2 da área do Palácio do Catete, ligando a Rua do Catete à Praia do Flamengo, paralelamente à Rua Silveira Martins. Seu formato original, cujo projeto é atribuído ao paisagista francês Antoine Glaziou, apresentava árvores de grande altura, um pomar e a aleia de palmeiras, já existente no terreno desde antes de sua aquisição pelo Barão de Nova Friburgo.

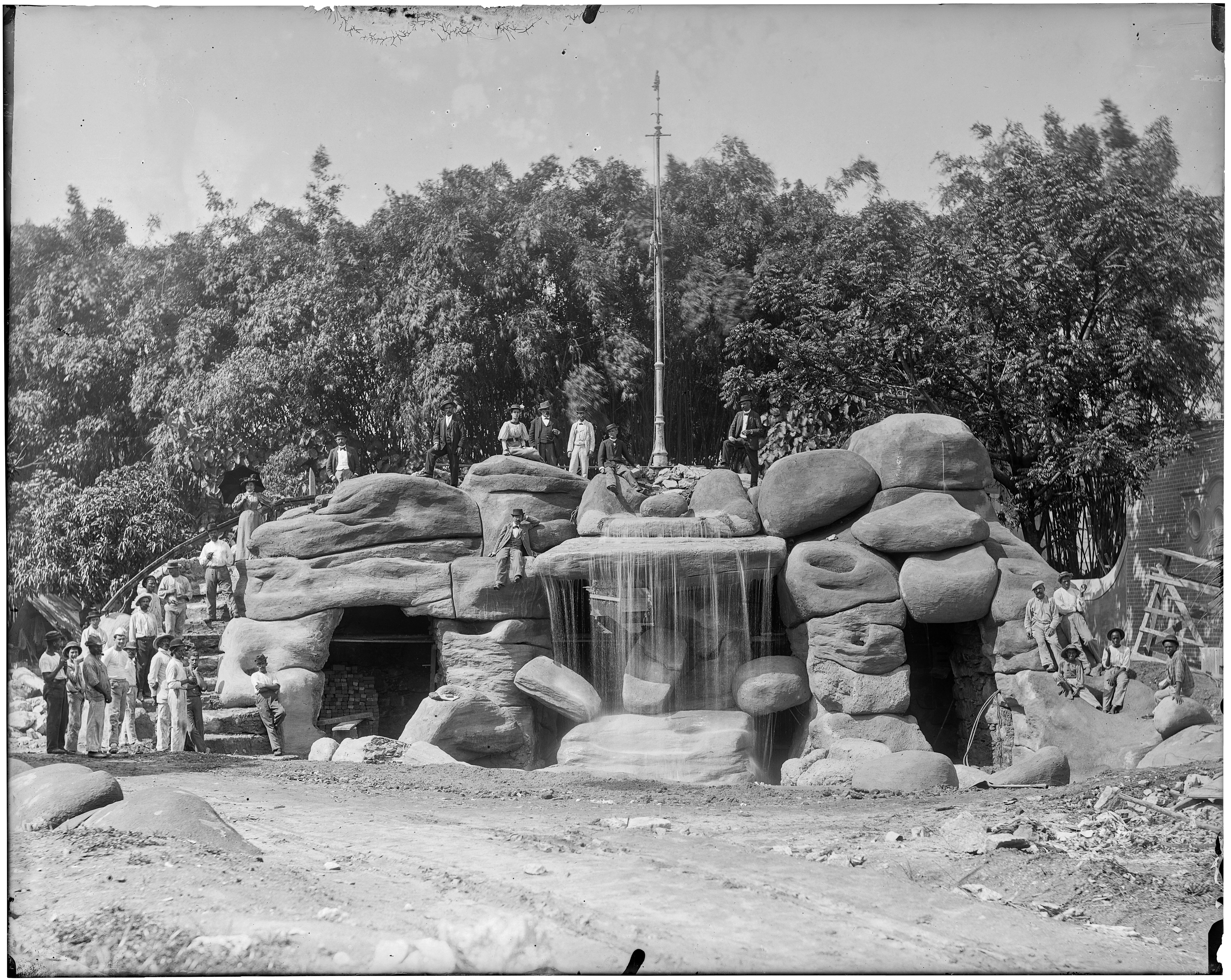
Gruta do Palácio do Catete, aproximadamente entre 1885 e 1895.

O segundo proprietário do Palácio, o Conselheiro Mayrink, fez construir um embarcadouro para seu iate nos fundos do jardim, que terminava diretamente na Baía de Guanabara (o primeiro aterramento dessa região aconteceu em 1905, para abertura da Avenida Beira-Mar). Quando o Palácio se tornou sede do Governo Federal, este cais passou a ser de uso exclusivo da Presidência da República. Na década de 1960, quando foi construído o Aterro do Flamengo, o que restava do embarcadouro foi demolido.
O projeto de Paul Villon, de 1896, feito para a Presidência da República, adicionou ao jardim canteiros altos, três pontes rústicas, bancos sobre rochas artificiais e a gruta artificial com cascata, de onde sai um rio artificial que alimenta dois lagos. Um antigo pavilhão do parque foi transformado em coreto para apresentações musicais. Foram construídas dependências para os mordomos e criados da presidência. Ainda no parque, seriam adaptados um piquete de cavalaria e cocheiras, próximos à entrada da Praia do Flamengo, no local onde hoje é o prédio da Reserva Técnica do Museu.